# Округ Госпер (Небраска)
Госпер (енгл. Gosper County) је округ у америчкој савезној држави Небраска.

## Демографија
По попису из 2010. године број становника је 2.044, што је 99 (-4,6%) становника мање него 2000. године.
| Група             | 2000.         | 2010.         |
| Белци             | 2.101 (98,0%) | 1.954 (95,6%) |
| Афроамериканци    | 0 (0,0%)      | 8 (0,4%)      |
| Азијати           | 5 (0,2%)      | 4 (0,2%)      |
| Хиспаноамериканци | 27 (1,3%)     | 49 (2,4%)     |
| Укупно            | 2.143         | 2.044         |